# 해남동초등학교 중앙분교
해남동초등학교 중앙분교는 전라남도 해남군 해남읍 내사길 9 (백야리)에 있었던 초등학교이다.

## 연혁
- 1962년 9월 24일 설립인가
- 1963년 9월 10일 해남동국민학교 중앙분교장으로 개교
- 1964년 3월 1일 해남중앙국민학교로 승격
- 1983년 3월 1일 병설유치원 개원
- 1996년 3월 1일 해남중앙초등학교로 명칭 변경
- 2000년 2월 18일 제33회 졸업장 수여식(12명, 총 2161명)
- 2000년 3월 1일 해남동초등학교 중앙분교장으로 격하 편입, 유치원 폐원
- 2004년 2월 29일 해남중앙분교장 통폐합